# Cătălin Hîldan
Cătălin Hîldan (Brănești, 3 februari 1976 – 5 oktober 2000) was een Roemeens voetballer.

## Clubcarrière
Hîldan speelde voor Dinamo Boekarest en op huurbasis voor FCM Târgoviște. Bij Dinamo werd hij al snel aanvoerder. In 2000 won hij met Dinamo het Roemeens landskampioenschap en de Roemeense beker.

## Interlandcarrière
Hîldan speelde acht keer voor het Roemeense nationale elftal en scoorde één keer voor zijn vaderland. Hij maakte deel uit van de selectie voor Euro 2000. Onder leiding van bondscoach Victor Pițurcă maakte hij zijn debuut op 3 maart 1999 in de vriendschappelijke thuiswedstrijd tegen Estland (2-0), net als Tiberiu Lung (Universitatea Craiova), Dumitru Mitriţă (sc Heerenveen), Daniel Florea (Dinamo Boekarest), Eugen Trică (Steaua Boekarest), Ion Luţu (Steaua Boekarest), Ionel Ganea (Rapid Boekarest) en Ionel Dănciulescu (Steaua Boekarest). Hîldan viel in dat duel na 82 minuten in voor aanvoerder Gheorghe Popescu.

## Dood
Op 5 oktober 2000 overleed hij gedurende een vriendschappelijke wedstrijd tussen Dinamo en Navol Oltenița toen hij in de 74ste minuut van de wedstrijd een hartaanval kreeg. Uit eerbetoon kreeg Hîldan de titel De enige aanvoerder van de fans van Dinamo. Ook is in het Ștefan cel Mare stadion van Dinamo een tribune naar hem vernoemd. In zijn geboortestad Brănești werd het in 2009 geopende nieuwe stadion van FC Victoria Brănești naar hem vernoemd.
1 Lobonț ·
2 Petrescu ·
3 Ciobotariu ·
4 Filipescu ·
5 Gâlcă ·
6 Popescu ·
7 Mutu ·
8 Munteanu ·
9 Moldovan ·
10 Hagi  ·
11 Ilie ·
12 Stelea ·
13 Chivu ·
14 Petre ·
15 Lupescu ·
16 Roșu ·
17 Belodedici ·
18 Ganea ·
19 Lincar ·
20 Hîldan ·
21 Prunea ·
22 Contra ·
Coach: Jenei